# 이란의 핵프로그램에 대한 시각
이란의 핵 프로그램은 매우 논쟁적인 지정 학적 문제이기 때문에 이란의 핵 프로그램에 대한 견해는 이란 내부와 이란 외부 국제적인 시간이 크게 다르다.

## 개요
이란의 우륄 아블프(Uriel Abulof)는이란의 핵 정책 뒤에 5 가지 이란이 핵을 개발해야 한다는 가능한 정당성과 근거를 제시한다. (ii) 정체성 정치, 자부심 및 명성; (iii) 외국 개입의 억제; (iv) 지역적 영향력을 높이기위한 우수성; (v) 정권의 정당성 과 이란 국내 위기를 '핵 전환'을 통해 완화시키는 국내 정치. 다음은 다양한 관점에서이란 핵 프로그램에 대한 고려 사항이다.

## 이란의 관점
이란이 수십 년 전에 1968년에 이란 의 입장을 표명하였다. 이란 인 들은 단순한 전력 생산이 아니라, 고부가가치 제품을 생산 하기 위해서 나라의 소중한 석유를 사용해야한다고 생각한다. "석유는 매우 귀중한 물질로 이것을 태워서 모두 사용해 버리기에는 너무 귀중하다. . . . 우리는 가능한 한 빨리,  원자력 발전소를 사용하여 전기 23,000 메가 와트 "를 갖추어서 석유 자원의 고갈을 막아야 한다. 석유 자원에 대한 펌핑 속도가 안정적이라고 가정하면 2008년이란은 "향후 75년 정도"지속될만큼 충분한 오일만을 보유한 것으로 추정되었다. 이란은 또한 재정적 제약에 직면 해 있으며 석유 산업의 초과 용량을 개발하는 데 발전소 건설 비용을 제외하고 $40 billion 가 소요될 것이라고 주장한다.  존스 홉킨스 대학교 (Johns Hopkins University)의 로저 스턴 (Roger Stern)은 2006년에 "에너지 보조금, 외국 투자에 대한 적대감, [이란] 국가 계획 경제의 비 효율성"이라는 책자를 통해서, 이란의 석유 수출은 2014-2015년까지 사라질 것이라고 예상하면서 부분적으로 동의했다. 그는이 결과가이 없다고 지적 " 원유 사용의 최대치 (석유 생산 정점)' 피크 오일 .'" 이전에 Gerald Ford 이란의 석유 생산 능력 한계에 대한 비슷한 평가에 도달했으며, 영국 의회 외무부 선택위원회 보관됨 2021-01-20 - 웨이백 머신 와 미국 과학 아카데미가 수행 한 독립적 인 연구에 따르면 이란은 향후 원자력 발전소를 통한 전력 생산 대한 경제적 인 근거가 있음을 이전에 확인했다.

## 중동 지역에 보는 시각

### 아랍인 이 보는 시각

#### 2007년
New York Times는 2007년에이란의 핵 프로그램이 사우디 아라비아, 터키 및 이집트를 포함한 여러 인접 국가의 원자력 프로그램 구축에 관심을 가졌다 보고했다. 이 보고서에 따르면, 최근이 지역의 약 12 개 주가 비엔나의 IAEA에 핵 프로그램을 시작하는 데 도움을 요청했다. 이 기사는 이란이 착수 할 수 있는 핵무기 프로그램은 주변 국가에 매우 적대적이라고 주변 국가들의 입장에 대해 설명했다. 특히 미국에 이란의 대한 핵 프로그램에 대한 공격을 지지 하였다. "

## 유럽과 북미 지역에서 보는 관점
영국 국토 과학 기술국의 연구에 따르면 3 월에 " 존 볼튼 의 이란의 군사적 목적의 핵개발에 대한 비판 중 일부는 사실의 분석에 의해 뒷받침되지 않았다. 라고 평가 했다. 그러나 전력 사용의 원자력 옵션을 채택하기로 한 이란의 결정은 에너지 생산의 경제학에 의해 완전히 설명 될 수는 없다”고 말했다.

## 같이 보기
- 키암 1호 이란의 단거리 미사일
- 포괄적 공동행동계획 이란 비핵화를 위한 인류 최초의 이란에 대한 비핵화  협정
- 이란 핵협정의 협상 과정
- 북미 정상회담- 한반도 비핵화 협정을 위하여 2018년 및 2019년도등에 시행된 북미 정상간 회담